# 安徽石蒜
安徽石蒜（学名：Lycoris anhuiensis）是石蒜科石蒜属的植物，为中国的特有植物。分布于中国大陆的安徽、江苏等地，多生长在山坡石缝，目前尚未由人工引种栽培。